# Free (banda)

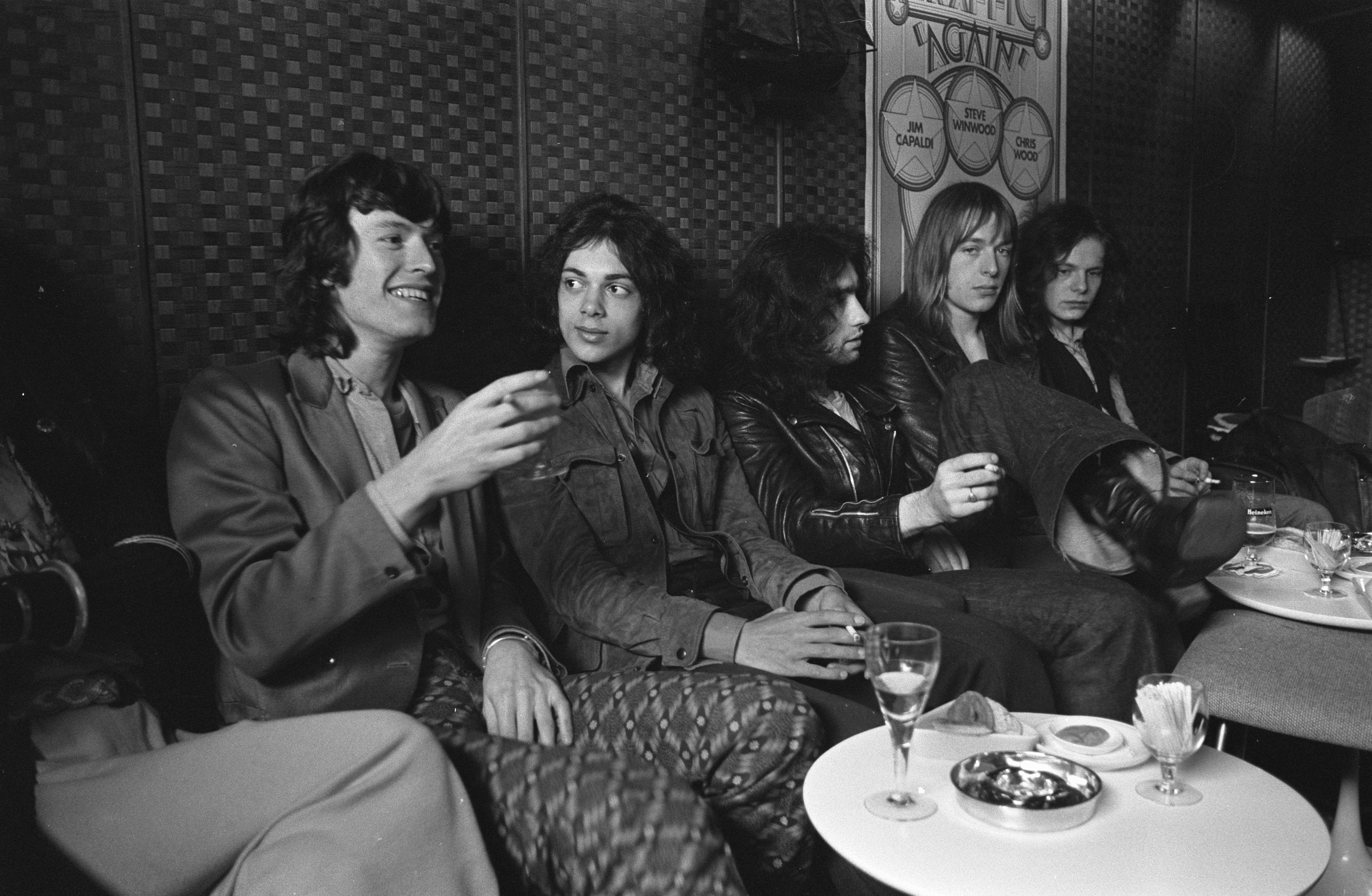
Banda Free (em Amsterdam, Julho, 1970). Da esquerda para direita: Winwood, Andy Fraser, Paul Rodgers, Simon Kirke, Paul Kossoff)

Free foi uma banda de rock britânica formada em 1968 por Paul Kossoff (guitarra), Paul Rodgers (vocais), Simon Kirke (bateria) e Andy Fraser (baixo).
Seu som tem raízes fincadas no mais puro blues/rock britânico típico do final da década de 1960. Apesar de dois bons discos de estreia, Tons of Sobs (1968) e Free, foi com o terceiro álbum, Fire & Water (1970), que conseguiram o sucesso, emplacando várias canções nas paradas britânicas. Nessa mesma época, fizeram uma apresentação marcante no Festival da Ilha de Wight. A superexposição levou o grupo à dissolução em 1971. Após algumas tentativas de seguirem outros projetos, seus integrantes retornaram com a formação original e lançaram o álbum Free at Last, para, logo em seguida, separarem-se definitivamente em 1973. Existem várias compilações com shows e músicas do Free lançadas após sua dissolução. Na época em que a banda acabou, eles já haviam vendido cerca de 20 milhões de álbuns pelo mundo.
Com o fim da banda o vocalista Paul Rodgers formou o Bad Company, tendo uma carreira de muito sucesso. O venerado guitarrista Paul Kossoff morreu de um ataque cardíaco devido ao abuso de drogas, em 1976. Rodger eventualmente formaria outras bandas ("The Firm" e "The Law"), juntando-se em 2004 aos remanescentes do Queen.
A Rolling Stone considerou a  banda como "pioneiros do hard rock britânico". A revista classificou Paul Rodgers como nº 55 em sua lista de "100 maiores cantores de todos os tempos", enquanto Paul Kossoff  foi classificado como nº51 em sua lista dos  "100 maiores guitarristas  de todos os tempos".

## História
Paul Kossoff e Simon Kirke tornaram-se amigos na banda de R&B Black Cat Bones. Paul Kossoff viu Paul Rodgers cantando com a banda Brown Sugar no clube de R&B "Fickle Picle" em Londres e ficou impressionado, pedindo para participar da apresentação. Mais tarde, junto com Kirke e Andy Fraser (que aos quinze anos já tinha tocado com John Mayall & the Bluesbreakers), eles formariam o Free.
Com o lançamento do disco Tons of Sobs em 1969, considerada uma das bandas mais marcantes do movimento do blues britânico do final dos anos 60, embora esse seja o único álbum da banda que possa ser considerado estritamente blues-rock. O próximo lançamento, Free, de 1969, mostra uma grande mudança no perfil da banda, passando para o lado do hard-rock. A voz de Paul Rodgers tem grande impacto, e muitos críticos passam a referir-se a ele como "A Voz".[carece de fontes?]
Diferentemente dos dois primeiros discos, Fire and Water, lançado em 1970, é um grande sucesso na Inglaterra e nos Estados Unidos, principalmente devido ao hit "All Right Now". O álbum seguinte, Highway, apesar de bem recebido pela crítica, não vende bem, o que foi atribuito ao menos em parte à escolha infeliz da capa, que não parecia ter o nome da banda escrito em lugar algum (somente olhando muito atentamente podia-se descobrir que os rostos dos integrantes da banda eram construídos com as letras "F", "R", "E", "E"). Um crítico musical da época teria inclusive dito a seguinte frase: "Boa banda essa 'Highway', eles soam igualzinho o Free".[carece de fontes?]
Em abril de 1971, devido a diferenças entre o vocalista Paul Rodgers e o baixista Andy Fraser, os problemas com as drogas do guitarrista Paul Kossoff e vendas inconsistentes dos discos, a banda desintegrou-se, obrigando a gravadora a lançar o álbum ao vivo Free Live!. No início de 1972, a banda deixou as diferenças de lado e reformou-se, em um esforço para salvar Kossoff do seu crescente problema com drogas, e em junho do mesmo ano lancaram Free at Last.
No entanto, os problemas continuaram. O baixista Andy Fraser deixou a banda em meados de 1972, devido a incapacidade de Kossoff atuar no palco. A banda então recrutou o baixista japonês Tetsu Yamauchi e o tecladista John "Rabbit" Bundrick, que já havia tocado com Kossoff e Kirke quando da primeira ruptura do Free. Eles então gravaram o último disco da banda, Heartbreaker. O Free desmantelou-se definitivamente em 1973. Paul Rodgers e Simon Kirke formaram o Bad Company no mesmo ano; Andy Fraser formou a banda "Sharks" e "Andy Fraser Band", e Paul Kossoff formou a banda "Back Street Crawler".
Com Paul Kossoff em melhor estado de saude em 1975, Paul Rodgers e Simon Kirke convidaram-no a participar em duas apresentações do Bad Company, e uma turnê britânica foi programada para começar em 1976, com os Back Street Crawlers e Bad Company, para apoiar o segundo disco da banda de Kossoff. Porém, mais uma vez as drogas voltaram a afetar a saúde do guitarrista. Paul Kossoff acabou morrendo aos 25 anos de idade em um voo de Los Angeles para Nova Iorque, em 19 de março de 1976, por problemas de saúde decorrentes do abuso de drogas.
Desde 2005, Paul Rodgers tem tocado em conjunto com os remanescentes da banda Queen (Brian May e Roger Taylor), que perdeu seu vocalista Freddie Mercury em 1991. Foi dito desde o princípio, inclusive no website do proprio Brian May, que Paul Rodgers iria tocar "com" o Queen, nao substituindo Freddie Mercury. Nos shows, são executadas músicas do Free e Bad Company, além das músicas tradicionais da banda Queen. Brian May declarou recentemente que Paul Rodgers estaria trabalhando com o Queen no preparo de um novo álbum.

## Integrantes
- Paul Rodgers - vocais e piano (1968-1971, 1972-1973)
- Paul Kossoff - guitarra (1968-1971, 1972-1973)
- Andy Fraser - baixo (1968-1971, 1972)
- Simon Kirke - bateria (1968-1971, 1972-1973)
- John "Rabbit" Bundrick - teclado (1972-1973)
- Tetsu Yamauchi - baixo (1972-1973)
- Wendell Richardson - guitarra (1973)

## Discografia
Álbuns de estúdio
- Tons of Sobs (1968)
- Free (1969)
- Fire and Water (1970)
- Highway (1970)
- Free at Last (1972)
- Heartbreaker (1973)

Álbuns ao vivo
- Free Live! (1971) (ao vivo)
- Free - Live at the BBC (2006)

Coletâneas
- The Free Story - 	1973
- The Best of Free	 - 	1974
- Completely Free	 - 	1982
- The Best of Free: All Right Now	 - 	1991
- Molten Gold: The Anthology	 - 	1993
- Songs of Yesterday	 - 	2000
- Chronicles	 - 	2006

Singles/Compactos
- Walking in My Shadow
- Broad Daylight
- I'll Be Creepin'
- Fire and Water
- "All Right Now"
- The Stealer
- Ride On a Pony
- The Highway Song
- "My Brother Jake"
- Little Bit of Love
- Wishing Well
- Travellin' in Style
- The Hunter
- Free (EP)
- Wishing Well (Remix)
- All Right Now (Remix)